# Indywidualne Mistrzostwa Wielkiej Brytanii na Żużlu 2005
Indywidualne mistrzostwa Wielkiej Brytanii na żużlu – cykl turniejów żużlowych mających wyłonić najlepszych żużlowców brytyjskich w sezonie 2005. W finale zwyciężył Scott Nicholls. 

## Finał
- Oxford, 10 lipca 2005

| Msc. | Zawodnik            | Klub          | Pkt   |             |  |
| ---- | ------------------- | ------------- | ----- | ----------- |  |
| 1    | Scott Nicholls      | Coventry      | 13 +3 | (2,3,2,3,3) |  |
| 2    | Chris Harris        | Coventry      | 11 +2 | (3,1,3,2,2) |  |
| 3    | Joe Screen          | Belle vue     | 11 +1 | (3,1,3,3,1) |  |
| 4    | Mark Loram          | Arena Essex   | 11 +0 | (3,0,3,3,2) |  |
| 5    | Edward Kennett      | Rye House     | 10    | (3,3,1,1,2) |  |
| 6    | Dean Barker         | Eastbourne    | 9     | (2,2,2,0,3) |  |
| 7    | Simon Stead         | Belle Vue     | 7     | (u,3,3,w,1) |  |
| 8    | Stuart Robson       | Rye House     | 7     | (2,3,1,0,1) |  |
| 9    | Leigh Lanham        | Arena Essex   | 7     | (0,2,2,2,1) |  |
| 10   | James Grieves       | Newcastle     | 6     | (2,1,1,2,0) |  |
| 11   | Gary Havelock       | Peterborough  | 6     | (1,1,1,1,2) |  |
| 12   | Chris Louis         | Ipswich       | 5     | (0,0,2,0,3) |  |
| 13   | David Howe          | Wolverhampton | 5     | (1,0,0,1,3) |  |
| 14   | Andrew Moore        | Eastbourne    | 4     | (1,0,0,3,0) |  |
| 15   | David McAllan       | Edinburgh     | 4     | (1,2,0,1,0) |  |
| 16   | Lee Richardson      | Swindon       | 2     | (u,2,w,–,–) |  |
| 17   | rez. Jamie Courtney | Oxford        | 2     | (2)         |  |
| 18   | rez. Ben Barker     | Oxford        | 0     | (0)         |  |

## Bieg po biegu
1. Harris, Nicholls, Havelock, Stead (u)
2. Screen, D.Barker, McAllan, Louis
3. Loram, Grieves, Howe, Richardson (u)
4. Kennett, Robson, Moore, Lanham
5. Stead, Lanham, Screen, Loram
6. Nicholls, D.Barker, Grieves, Moore
7. Kennett, McAllan, Havelock, Howe
8. Robson, Richardson, Harris, Louis
9. Stead, D.Barker, Robson, Howe
10. Screen, Nicholls, Kennett, B.Barker (Richardson – w/2 min)
11. Loram, Louis, Havelock, Moore
12. Harris, Lanham, Grieves, McAllan
13. Moore, Courtney, McAllan, Stead (w)
14. Nicholls, Lanham, Howe, Louis
15. Screen, Grieves, Havelock, Robson
16. Loram, Harris, Kennett, D.Barker
17. Louis, Kennett, Stead, Grieves
18. Nicholls, Loram, Robson, McAllan
19. D.Barker, Havelock, Lanham, B.Barker
20. Howe, Harris, Screen, Moore
21. Finał: Nicholls, Harris, Screen, Loram